# Flagge der Weihnachtsinsel
Seit dem 26. Januar 2002 ist die seit 1986 verwendete Flagge die offizielle Flagge der Weihnachtsinsel. Zuvor war offiziell nur die Flagge Australiens in Gebrauch.

## Beschreibung und Bedeutung
Das grüne und das blaue Dreieck repräsentieren die Vegetation der Insel sowie das Meer, das die Insel umgibt. Das Kreuz des Südens zeigt die Zugehörigkeit zu Australien. Der Vogel auf der Flagge ist der endemische Weißschwanz-Tropikvogel (Phaethon lepturus fulvus). Die goldene Scheibe steht für die Geschichte des Phosphatabbaus und enthält eine grüne Karte der Insel.

## Geschichte
Am 14. April 1986 wurde die heutige Flagge als Sieger eines Wettbewerbs aus 69 Vorschlägen vorgestellt. Tony Couch aus Sydney, der die Flagge entworfen hatte, erhielt 100 Australische Dollar als Siegesprämie. Einen offiziellen Status erhielt die Flagge aber zunächst nicht, auch wenn sie auf der Insel seitdem verwendet wurde. Erst 2002 wurde die Flagge als offizielle Flagge des Territoriums angenommen.